# Tire encore si tu peux
Pour plus de détails, voir Fiche technique et Distribution.
Tire encore si tu peux (Se sei vivo, spara) est un western spaghetti réalisé par Giulio Questi en 1967.

## Synopsis
Hermano, un métis, est laissé pour mort par ses complices qui ont refusé de partager avec lui l'or qu'ils avaient volé après avoir massacré un peloton de militaires. Soigné par deux indiens, il court après sa vengeance, mais les habitants du village où ses complices sont arrivés leur ont déjà réglé leur compte. Qu'est devenu l'or ? C'est ce qui intéresse Sorro, petit potentat local dont l'armée privée est composée de chemises noires à tendances homosexuelles. Il kidnappe le fils de l'un de ceux qu'il suspecte de détenir l'or, et menace de le tuer si on ne lui donne pas ce qu'il veut. Hermano intervient et sauve la vie de du jeune homme, mais celui-ci se tue après avoir été violé par les hommes de Sorro. Hermano ramène le cadavre, mais cela ne change en rien la détermination des deux personnages qui s'étaient partagé l'or et qui vont alors s'entre-tuer, avant que le survivant meure dans l'incendie de sa maison, brûlé par l'or fondu qui lui coule sur la tête. Hermano peut repartir, écœuré de ce qu'il a vu.

## Fiche technique
- Titre original : Se sei vivo, spara
- Autre titre italien : Oro hondo[n 1] ou Gringo uccidi!
- Titre espagnol : Oro maldito
- Titre français : Tire encore si tu peux[1]
- Réalisation : Giulio Questi
- Assistant à la réalisation : Gianni Amelio (non crédité)
- Scénario : Franco Arcalli, Benedetto Benedetti, María del Carmen Martínez Román, Giulio Questi
- Photographie : Franco Delli Colli
- Musique : Ivan Vandor
- Production : Giulio Questi pour GIA Società Cinematografica et Hispamer Films
- Pays de production :  Italie,  Espagne
- Langue originale : italien
- Format : couleur par Eastmancolor • 2,35:1 • Son mono • 35 mm
- Durée : 
  - 100 min (version expurgée)
  - 117 min (version originale)
- Date de sortie :
  - Italie : 11 février 1967
  - France : 25 octobre 1972[1]
- Classification : 
  - Italie : interdit aux moins de 18 ans

## Distribution
- Tomás Milián (VF : Bernard Tiphaine) : Hermano, l'étranger métis (Django en version anglophone)
- Ray Lovelock : Evan
- Piero Lulli (VF : Michel Barbey) : Oaks
- Milo Quesada (VF : Roger Rudel) : Templer
- Roberto Camardiel (VF : André Valmy) : M. Sorro
- Miguel Serrano
- Ángel Silva
- Sancho Gracia : Willy
- Marilù Tolo : Lori
- Mirella Pamphili
- Francisco Sanz (VF : René Bériard) : le révérend Alderman
- Patrizia Valturri (VF : Claude Chantal) : Elizabeth
- Antonio Pica (non crédité)

## Commentaires
- Le film a été interdit trois jours après sa sortie du fait de sa violence.
- Le réalisateur voulait exprimer toute la violence à laquelle il avait assisté pendant la Seconde Guerre mondiale. De fait, ce western est plus un film d'horreur qu'un western, où se succèdent massacres sur massacres.
- Le réalisateur joue aussi sur le fantastique par la survie extraordinaire de Hermano au massacre du début. Dans l'esprit des indiens qui le soignent, il est témoin de l'au-delà. Lors du duel avec son ancien complice, il est comme un fantôme que les balles n'atteignent pas.
- Le réalisateur américain Alex Cox a adapté le film pour faire Straight to Hell en 1987, avec notamment dans les rôles principaux Elvis Costello, Courtney Love, Grace Jones, Dennis Hopper, Jim Jarmusch et Joe Strummer.